# Monte Nero (Emilia-Romagna)
Il Monte Nero (1753 m  s.l.m) è una delle vette più alte della provincia di Piacenza.

## Descrizione
La montagna è divisa tra il comune di Ferriere in val Nure e la valle del Ceno, a pochi chilometri dalla provincia di Parma. Fa parte dell'Appennino piacentino.
È una delle mete preferite dagli escursionisti, situato in una zona di piacevoli attrazioni naturalistiche come il Lago Nero, il Monte Maggiorasca, e il Monte Bue che offre anche la possibilità d'arrampicata con una breve via ferrata.